# Avante (Groenlândia)
O Avante (em groenlandês Siumut; literalmente Avante) é um partido social-democrata e independentista da Groenlândia, uma região autônoma da Dinamarca. Fundado em 1977, é afiliado à Internacional Socialista. O partido foi criado como uma resposta às políticas coloniais dinamarquesas, defendendo inicialmente a autonomia e, mais recentemente, a independência gradual da Groenlândia.
O atual líder é Erik Jensen, que assumiu a liderança em 2020 após a saída de Kim Kielsen. Historicamente dominante na política groenlandesa, o Siumut perdeu força nas eleições de 2025, obtendo apenas 14,7% dos votos, mas segue sendo uma voz importante no debate sobre independência e desenvolvimento econômico.

## Resultados eleitorais
O Partido Avante participa das eleições regionais da Groenlândia desde 1979. Abaixo está uma tabela com os resultados das eleições regionais para o Parlamento da Groenlândia (Inatsisartut) de 2002 a 2025:
| Ano  | Votos  | Percentagem | Lugares | Ref    |
| ---- | ------ | ----------- | ------- | ------ |
| 2002 | 8.151  | 28,7%       | 10 / 31 | [ 4 ]  |
| 2005 | 8.861  | 30,7%       | 10 / 31 | [ 5 ]  |
| 2009 | 7.567  | 26,5%       | 9 / 31  | [ 6 ]  |
| 2013 | 10.103 | 34,3%       | 11 / 31 | [ 7 ]  |
| 2014 | 11.135 | 34,6%       | 11 / 31 | [ 8 ]  |
| 2018 | 7.959  | 27,2%       | 9 / 31  | [ 9 ]  |
| 2021 | 7.984  | 30,1%       | 10 / 31 | [ 10 ] |
| 2025 | 4.208  | 14,7%       | 4 / 31  | [ 11 ] |

### Eleições ao Folketing
O Siumut também participa das eleições legislativas dinamarquesas para eleger os dois representantes da Groenlândia no Folketing:
- 2019: 7.417 votos (38,5%), 1 cadeira.[12]
- 2022: 7.058 votos (37,8%), 1 cadeira.[13]

## Líderes do partido
- Jonathan Motzfeldt (1977–1987, com interrupção em 1979–1980)
- Lars-Emil Johansen (1987–1997)
- Jonathan Motzfeldt (1997–2002)
- Hans Enoksen (2002–2009)
- Aleqa Hammond (2009–2014)
- Kim Kielsen (2014–2020)
- Erik Jensen (2020–presente)